# Мертендорф (Наумбург)
Мертендорф (њем. Mertendorf) општина је у њемачкој савезној држави Саксонија-Анхалт. Једно је од 43 општинска средишта округа Бургенланд. Према процјени из 2010. у општини је живјело 1.782 становника. Посједује регионалну шифру (AGS) 15084335.

## Географски и демографски подаци
Мертендорф се налази у савезној држави Саксонија-Анхалт у округу Бургенланд. Општина се налази на надморској висини од 165 метара. Површина општине износи 32,5 km². У самом мјесту је, према процјени из 2010. године, живјело 1.782 становника. Просјечна густина становништва износи 55 становника/km².